# Genteng (Dawuan)
Genteng is een bestuurslaag in het regentschap Majalengka van de provincie West-Java, Indonesië. Genteng telt 4900 inwoners (volkstelling 2010).